# 4618 Shakhovskoj
4618 Shakhovskoj eller 1977 RJ3 är en asteroid i huvudbältet som upptäcktes den 12 september 1977 av den rysk-sovjetiske astronomen Nikolaj Tjernych vid Krims astrofysiska observatorium på Krim. Den har fått sitt namn efter Nikolaj Shakhovskoj.
Asteroiden har en diameter på ungefär 9 kilometer och den tillhör asteroidgruppen Mitidika.